# Rifa (Barém)
Rifa (em árabe: الرفاع; romaniz.: Ar Rifa`) é uma cidade do Barém localizada na província Sul. Segundo censo de 2001, tinha 79 550 residentes. Está a 43 metros de altura.